# Vértebra lumbar
Las vértebras lumbares (vertebrae lumbales) son los segmentos más macizos de la columna vertebral, tanto más voluminosas son en cuanto más abajo esté situada en la columna lumbar. El disco intervertebral es espeso, ocupando un tercio del cuerpo vertebral, lo que constituye un factor de movilidad. Se caracterizan por la ausencia del foramen transverso —parte de las apófisis transversas—, así como por la ausencia de facetas articulares a cada lado del cuerpo de la vértebra. Las vértebras lumbares están situadas en la región lumbar, entre las vértebras torácicas y el hueso sacro.
Como toda vértebra, las lumbares consisten anteriormente en un cuerpo vertebral y posteriormente en un arco, el cual soporta siete apófisis. Entre ellos se forma el agujero o foramen raquídeo, por donde discurre la médula espinal.

## Características
Características generales de las vértebras lumbares:
- Cuerpo: se caracterizan por presentar un cuerpo vertebral grueso en comparación con otras vértebras, más ancho de lado a lado que de adelante a atrás y más grueso en la sección anterior que la posterior. Las superficies superior e inferior son planas o ligeramente cóncavas, por detrás son cóncavas y constreñidas en el frente y los lados.
- Foramen: el agujero raquídeo tiene forma triangular, siendo más largo que las vértebras torácicas, pero más pequeño que las cervicales. Los pedículos son muy fuertes, dirigidos hacia atrás, y cambian su morfología desde la primera vértebra hasta la última lumbar:
  - Aumentan su grosor, de unos 9 mm en la L1, hasta unos 18 mm en la L5.
  - Incrementan la angulación del plano axial desde 10 grados hasta unos 20 grados a nivel de la L5.
  - Los orificios vertebrales son considerablemente más profundos en las vértebras más bajas.
- Una apófisis espinosa: de forma cuadrilátera.
- Dos apófisis transversas: se denominan "apéndices costiformes" y son los homólogos de las costillas torácicas y/o dorsales.
- Cuatro apófisis articulares: 2 superiores y 2 inferiores. En la apófisis articular superior existe un mamelón óseo llamado apófisis mamilar. La disposición cóncava de las apófisis articulares permite mayores movimientos a ese nivel.
- Dos láminas vertebrales: son procesos óseos que conectan las apófisis espinosas de los pedículos y forman la porción posterior del agujero raquídeo. Son estructuras fuertes, cortas, amplias y con forma cuadrilátera. En la región lumbar superior son más altas que anchas, mientras que en las vértebras lumbares inferiores son más anchas que altas.
- Dos pedículos: de notable grosor. El pedículo es a veces usado como portal de entrada al cuerpo vertebral en los procedimientos de fijación de clavos o en la puesta de cemento óseo, así como en la kifoplastia o vertebroplastia.

## Vértebras
Las vértebras son cinco, nominadas del siguiente modo:

### Primera vértebra lumbar (LI)
Sus apófisis articulares superiores presentan una carilla articular cóncava atrás y adentro, su apófisis articular inferior presenta carilla articular convexa, y mira hacia adelante y afuera, al igual que la T12, por eso es muy fácil confundirla con la vértebra T12 (12° vértebra torácica).

### Segunda vértebra lumbar (LII)
Sólo se puede reconocer si se tienen las anteriores vértebras, esto por su engrosamiento en tamaño. Se considera que son del mismo individuo...
La distancia entre sus apófisis articulares superiores e inferiores va aumentado en cada vértebra más a caudal.

### Tercera vértebra lumbar (LIII)
La vértebra L3 es un elemento de palanca muy potente en la estabilidad lumbar, que presenta en su parte anterior inserciones de los músculos psoas y diafragma, muy importantes en la terapia osteopática, por sus múltiples relaciones articulares y viscerales.
Desde un punto de vista biomecánico, el centro de gravedad del cuerpo se ubica alrededor de esta vértebra y es el centro de la lordosis lumbar. Esto le confiere una mayor relevancia osteopática, ya que será una zona de especial interés en cuanto a movilidad se refiere, tanto a nivel particular de dicha vértebra como del segmento lumbar en conjunto.
Esta vértebra cobra mayor importancia aún si recordamos que es el pivote osteopático de la movilidad lumbar y centro de la viceromotricidad, es decir, se relaciona directamente con la movilidad y motilidad viscerales de la zona abdominal.
Es, además, la llave de las líneas antero-posterior y control de gravedad.

### Cuarta vértebra lumbar (LIV)
Entre la articulación de la L4 y L5 es donde generalmente se realizan las punciones lumbares para la extracción de líquido cefalorraquídeo por su fácil palpación y por su abertura, lo que permite la entrada de la aguja hasta el espacio subaracnoideo.

### Quinta vértebra lumbar (LV)
La quinta vértebra lumbar presenta su particularidad en la articulación con el sacro. Dicha articulación (diartroanfiartrosis) es llamada promontorio, presenta un ángulo más abierto. Este punto es muy importante para medir el ángulo de inclinación correspondiente. Se puede reconocer, viéndola desde un plano sagital, del resto porque su altura anterior es mayor a la altura posterior, vale decir la longitud anterior del arco del cuerpo es mayor que la longitud del arco posterior del cuerpo de la misma, así es que se ve «acuñada».
Vista en un plano frontal posterior el diámetro transverso de las apófisis articular superior se presenta mayor que el diámetro transverso o distancia entre las apófisis articulares superiores. Este es un dato importante a la hora de describir las características de una vértebra lumbar, ya que estás son las encargadas de recibir la mayor carga de peso, de ahí su grosor y tamaño.

## Imágenes adicionales

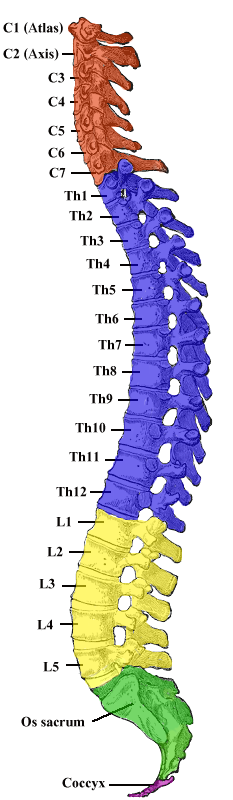
Columna vertebral.
Músculos de las regiones ilíaca y femoral anterior.